# Güntzelkiez

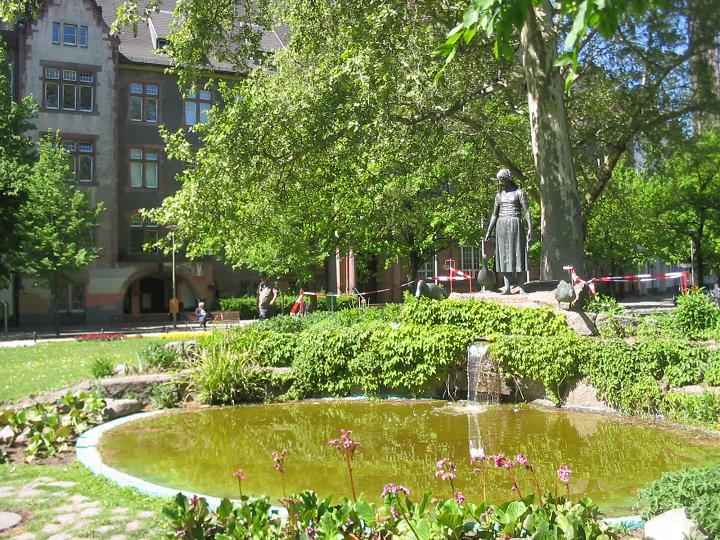
Gänselieselbrunnen auf dem Nikolsburger Platz

Der Güntzelkiez bezeichnet ein Wohnquartier im Berliner Ortsteil Wilmersdorf des Bezirks Charlottenburg-Wilmersdorf.

## Lage
Die Gegend südlich des Hohenzollerndamms, zwischen Brandenburgischer Straße, Bundesallee und Berliner Straße, ist allgemein als Güntzelkiez bekannt. Namensgebend ist die zentrale Güntzelstraße mit dem nach ihr benannten U-Bahnhof. Der Kiez umfasst im Wesentlichen die südwestliche Gegend der Wilmersdorfer Carstenn-Figur um den Nikolsburger Platz.

## Struktur
Die Gegend weist eine typische Berliner Kiezstruktur auf, also eine weitestgehend erhaltene Vorkriegsbebauung mit inselartiger Lage und einer geschlossenen Infrastruktur mit Geschäften, Restaurants und Bildungseinrichtungen, die das Viertel zu einem identitätsstiftenden Sozialraum für die Bewohner machen.

## Schulen und öffentliche Einrichtungen
- Nelson Mandela Schule (Campi in Pfalzburger Straße)
- Goethe-Gymnasium
- Cecilienschule am Nikolsburger Platz
- Schwedische Schule Berlin
- Comenius Schule Berlin
- Dietrich-Bonhoeffer-Bibliothek, Brandenburgische Straße 2
- Die Pfalzburger, Suchtklinik des Tannenhof Berlin-Brandenburg
- Abenteuerspielplatz im Güntzelkiez in der Holsteinischen Straße 45[3]
- Mobbingberatung Berlin-Brandenburg, Uhlandstraße 127[4]

## Kirchen
- Evangelische Kirche am Hohenzollernplatz
- Evangelisch-Lutherische Kirche Zum Heiligen Kreuz
- Schwedische Kirche Berlin

## Diplomatische Einrichtungen
- Kulturbüro der Botschaft des Königreichs Saudi-Arabien in der Bundesallee 22

## Bilder

Bilder aus dem Güntzelkiez
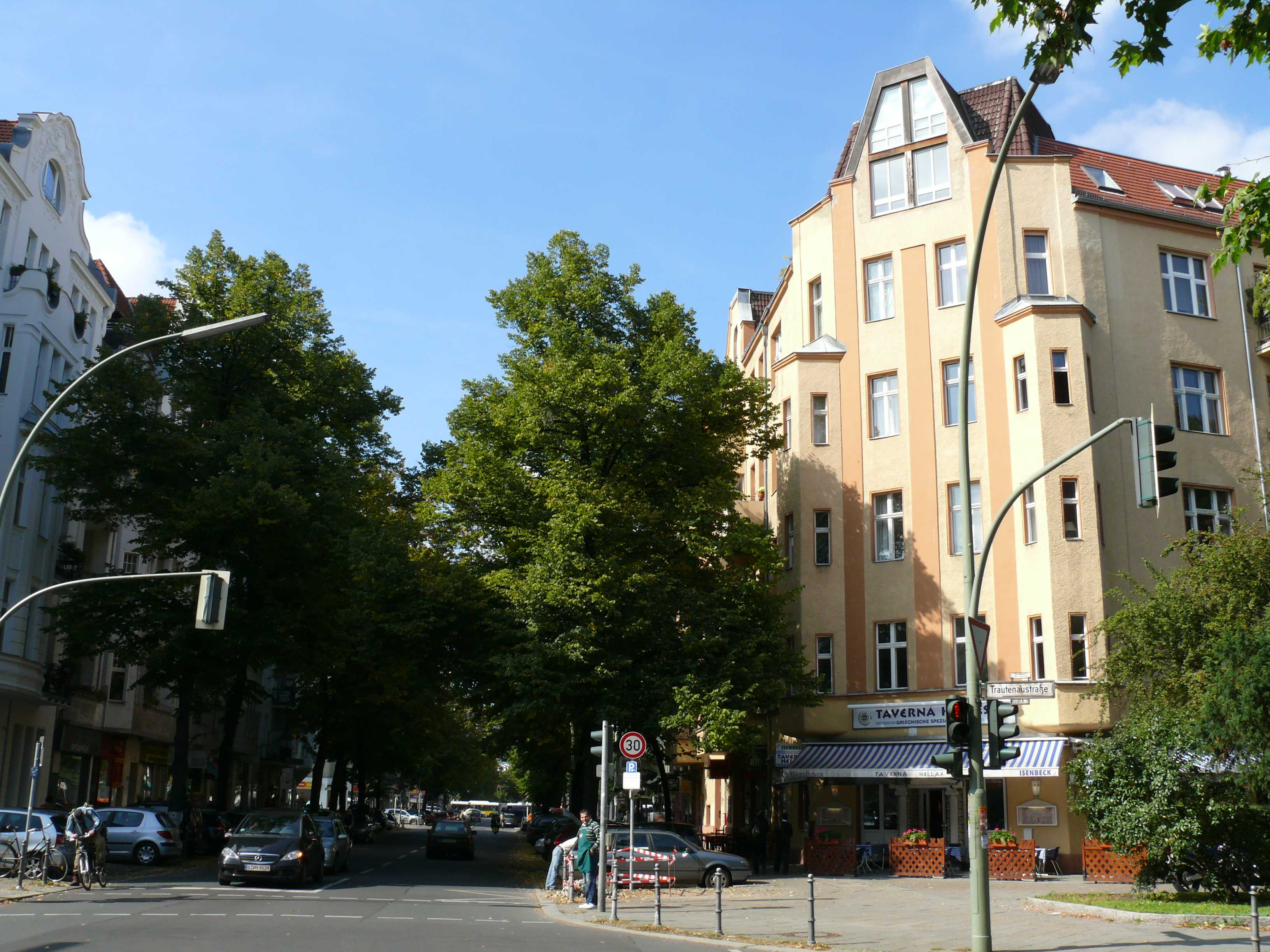
Blick in die Güntzelstraße
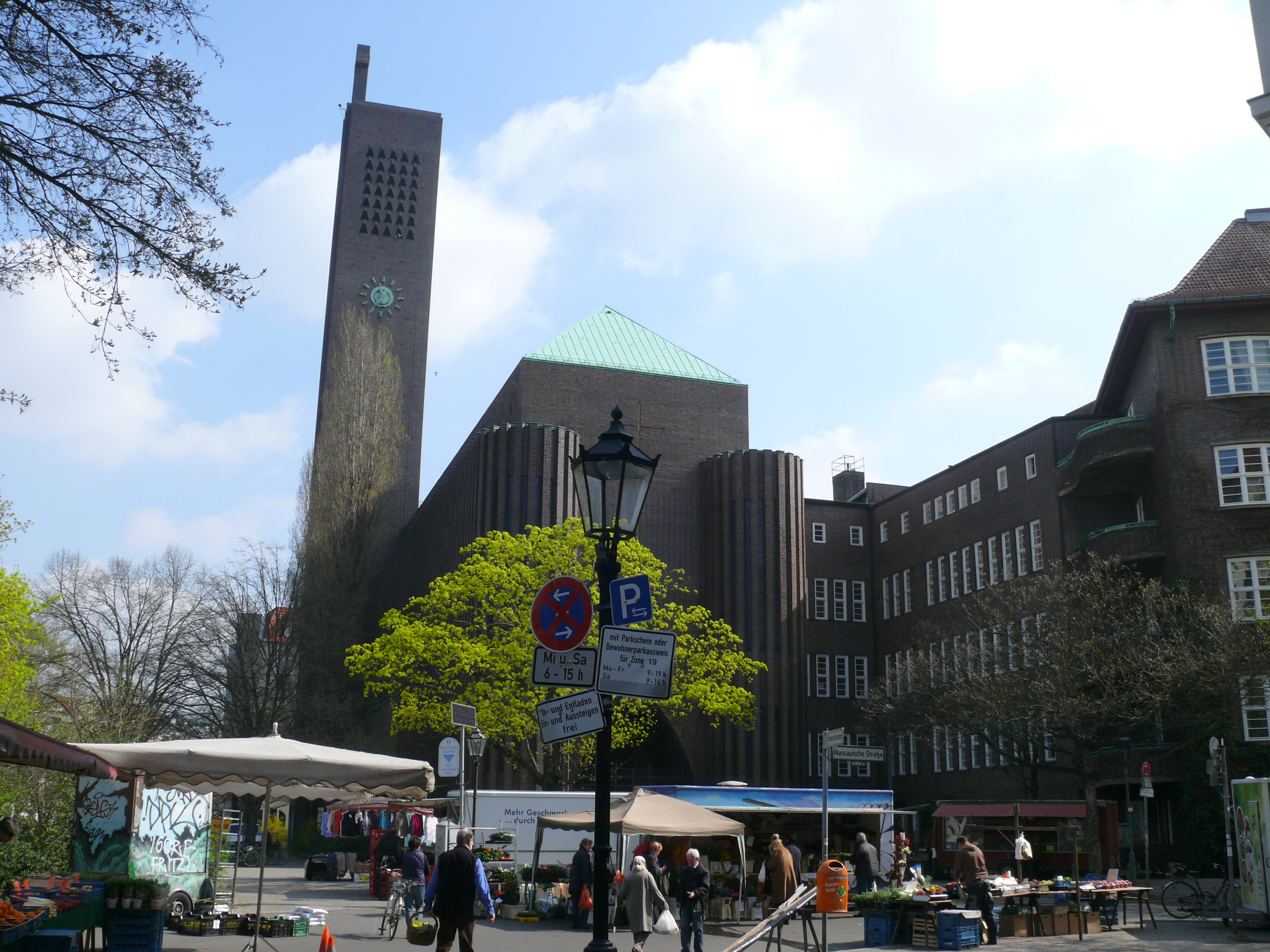
Wochenmarkt am Hohenzollernplatz
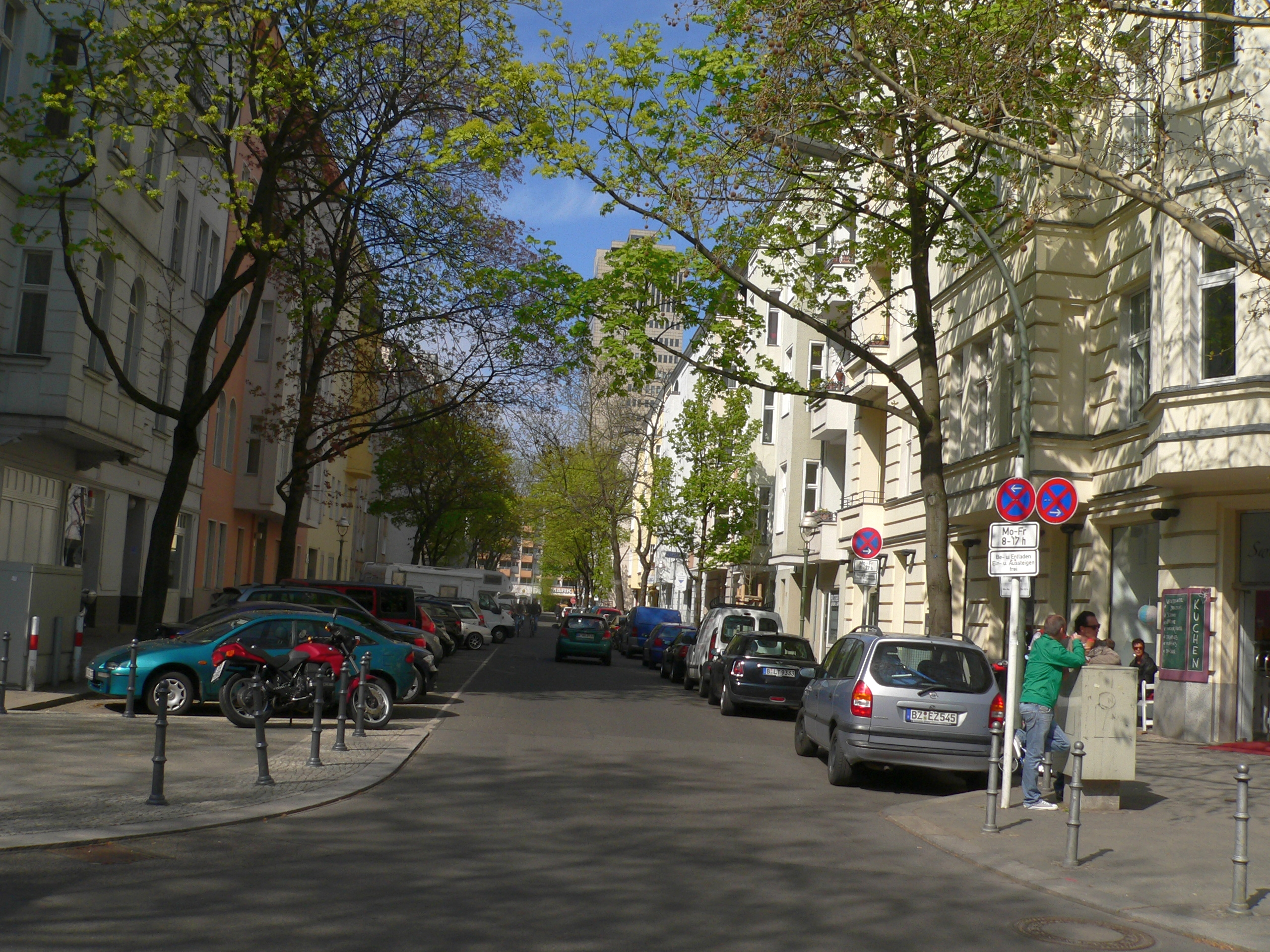
Pfalzburger Straße
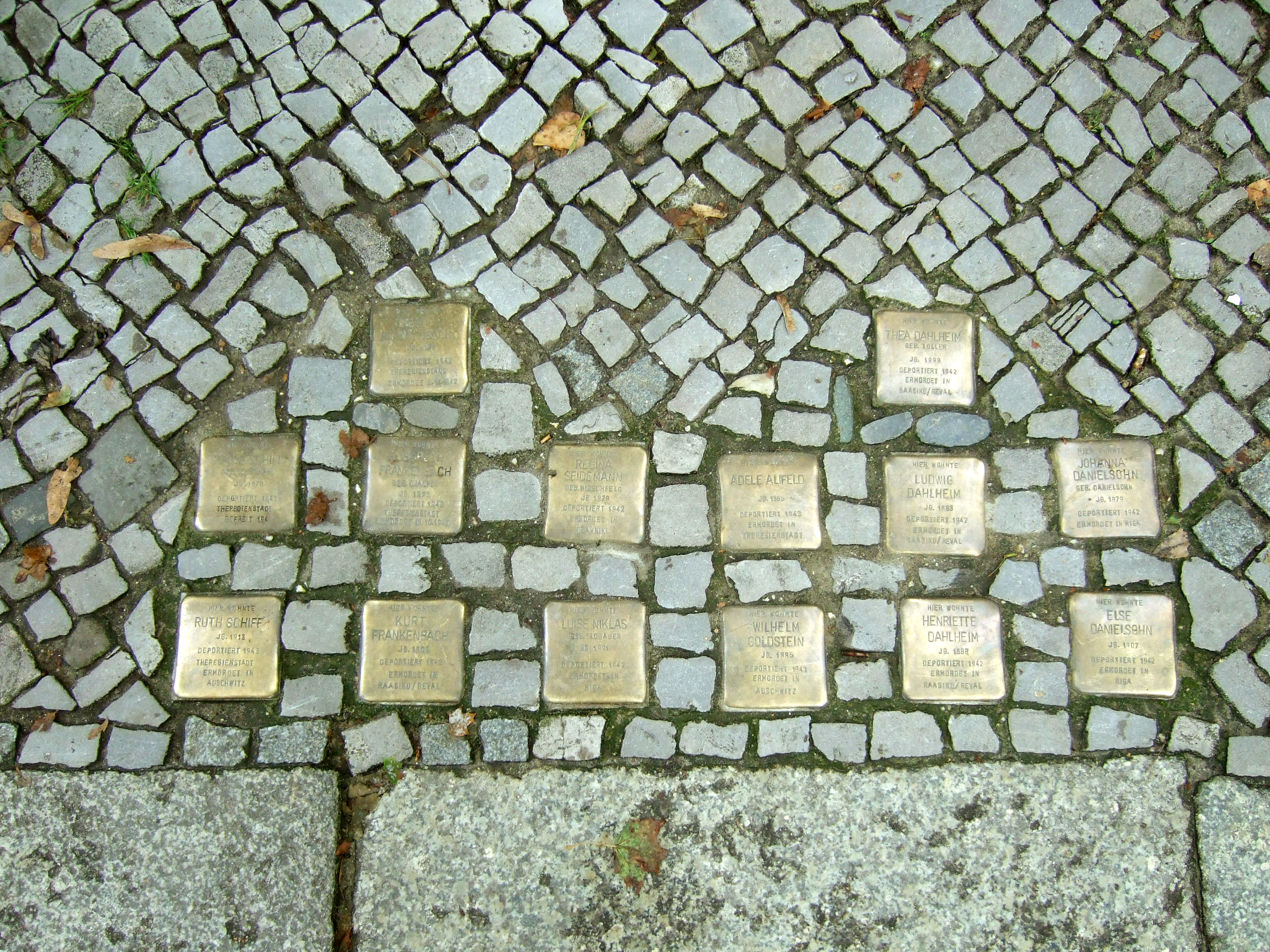
Zahlreiche Stolpersteine erinnern an Opfer der Shoah (hier: Nassauische Straße 30)
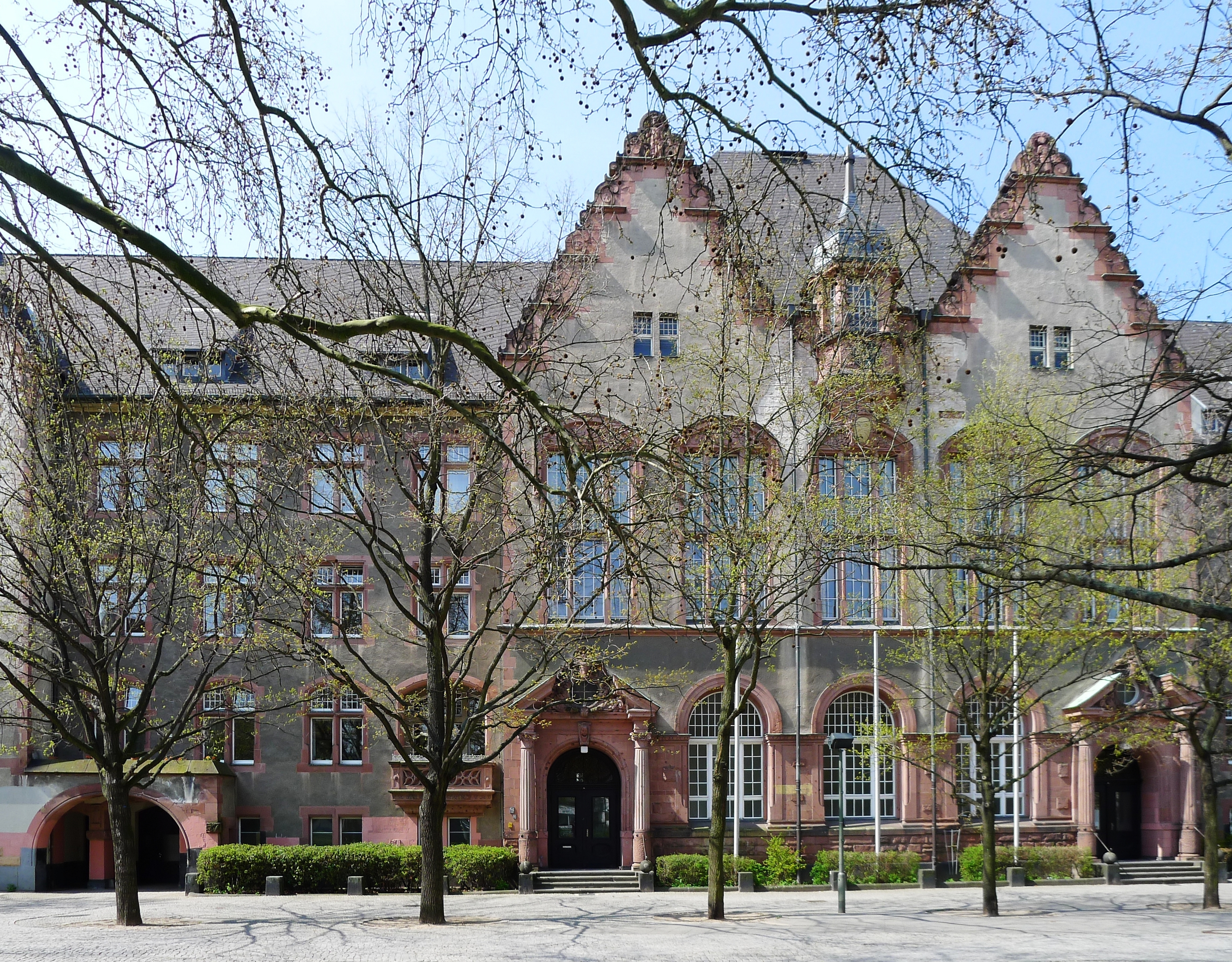
Cecilienschule